# Comuna Koșarî, Konotop
Koșarî (în ucraineană Кошари) este o comună în raionul Konotop, regiunea Sumî, Ucraina, formată din satele Andriivske, Koșarî (reședința) și Neceaiivske.

## Demografie
Componența lingvistică a comunei Koșarî
     Ucraineană (96,51%)
     Rusă (1,93%)
     Română (1,38%)
Conform recensământului din 2001, majoritatea populației comunei Koșarî era vorbitoare de ucraineană (96,51%), existând în minoritate și vorbitori de rusă (1,93%) și română (1,38%).